# Lake Wales
Lake Wales es una ciudad ubicada en el condado de Polk en el estado estadounidense de Florida. En el Censo de 2010 tenía una población de 14.225 habitantes y una densidad poblacional de 275,21 personas por km².

## Geografía
Lake Wales se encuentra ubicada en las coordenadas 27°55′15″N 81°35′58″O / 27.92083, -81.59944. Según la Oficina del Censo de los Estados Unidos, Lake Wales tiene una superficie total de 51.69 km², de la cual 48.41 km² corresponden a tierra firme y (6.33%) 3.27 km² es agua.

## Demografía
Según el censo de 2010, había 14.225 personas residiendo en Lake Wales. La densidad de población era de 275,21 hab./km². De los 14.225 habitantes, Lake Wales estaba compuesto por el 65.03% blancos, el 27.45% eran afroamericanos, el 0.49% eran amerindios, el 0.84% eran asiáticos, el 0.08% eran isleños del Pacífico, el 3.87% eran de otras razas y el 2.24% pertenecían a dos o más razas. Del total de la población el 15.62% eran hispanos o latinos de cualquier raza.